# Lorel
Lorel è l'album di debutto della cantante pop italiana Lorella Cuccarini, pubblicato nel 1986 dall'etichetta discografica Polydor.

## Descrizione
Il disco conteneva le sigle dei programmi televisivi ai quali la showgirl ha preso parte in quel periodo: Sugar Sugar, sigla di Fantastico 6, Kangarù, sigla di St. Vincent Estate '86, Tutto matto e L'amore è, sigle di apertura e chiusura di Fantastico 7 (la seconda eseguita in duetto con Alessandra Martines). È inoltre presente una cover del brano Slave to the Rhythm di Grace Jones.
Gli altri brani dell'album furono tutti promossi dalla showgirl all'interno di Fantastico 7.

## Tracce
LP (Polydor 831 473)
1. Tutto matto – 3:50 (testo: Sergio Bardotti – musica: Pippo Caruso)
2. Sugar Sugar – 4:39 (testo: Silvio Testi – musica: Silvio Testi, Franco Miseria, Renato Serio, Danilo Aielli)
3. I Love Ciaikovski – 4:18
4. Sandy – 5:03
5. Quel ragazzo era mio – 4:35
6. L'amore è (duetto con Alessandra Martines) – 4:20 (testo: Sergio Bardotti – musica: Pippo Caruso)
7. Slave to the Rhythm – 6:05
8. Norma Jean – 6:49
9. Kangarù – 4:00

Durata totale: 43:39